# Offerta pubblica iniziale
Un'offerta pubblica iniziale, in sigla IPO (dall'inglese initial public offering) è un'offerta al pubblico dei titoli di una società che intende quotarsi per la prima volta su un mercato regolamentato. Le offerte pubbliche iniziali sono promosse generalmente da un'impresa il cui capitale è posseduto da uno o più imprenditori, o da un ristretto gruppo di azionisti (ad esempio investitori istituzionali o venture capitalist), che decide di aprirsi ad un pubblico di investitori più ampio contestualmente alla quotazione in borsa.
L'impresa che promuove un'IPO può scegliere fra le seguenti modalità per offrire nel mercato una quota del proprio capitale azionario:
- offerta pubblica di sottoscrizione (OPS), ovvero la possibilità data agli investitori di sottoscrivere azioni di nuova emissione;
- offerta pubblica di vendita (OPV), ovvero l'alienazione di azioni già esistenti e possedute dagli attuali azionisti;
- offerta pubblica di vendita e di sottoscrizione (OPVS), ovvero lo sfruttamento congiunto delle due modalità precedenti.

Nel caso di un'OPS, poiché sono collocate sul mercato azioni di nuova emissione, l'offerta comporta un aumento di capitale ed una raccolta di capitale positiva per l'impresa. Per contro, in un'OPV, gli azionisti controllanti e/o gli investitori istituzionali presenti nel capitale dell'impresa cedono, in parte o integralmente, i loro titoli; in questo caso non vi è quindi raccolta di capitale per l'impresa, ma unicamente raccolta di liquidità per gli offerenti.

## Benefici della quotazione
La decisione strategica della quotazione in Borsa deve essere presa valutandone costi e benefici.

### Benefici della quotazione

#### Benefici finanziari
La quotazione può essere associata ad una ridefinizione della struttura finanziaria dell'impresa, con l'obiettivo di ridurre l'indebitamento e di conseguenza il costo del capitale di debito.
Una società quotata, inoltre, può avere accesso al capitale di rischio a costi più contenuti e con maggiore facilità rispetto a una società non quotata. Il capitale eventualmente raccolto con la quotazione può essere utilizzato per finanziare la crescita esterna attraverso future acquisizioni, oppure la crescita interna attraverso nuovi investimenti.
Attraverso la quotazione, inoltre, si viene a creare un bene, il titolo quotato, che può essere utilizzato come mezzo di pagamento o di scambio in operazioni straordinarie come fusioni e acquisizioni.
Infine, la quotazione può rappresentare un'opportunità per sfruttare momenti particolarmente favorevoli nel ciclo del mercato finanziario, traendo vantaggio da un prezzo favorevole dei titoli sul mercato.

#### Benefici operativi
La quotazione può costituire l'occasione per favorire l'ingresso di nuovi soci privati nell'impresa, in particolare di investitori istituzionali, i quali possono contribuire alla gestione operativa dell'impresa.
La quotazione può rappresentare, inoltre, una leva di marketing per ampliare il mercato potenziale.
Infine, la quotazione può fungere da strumento di certificazione della qualità dell'impresa, ad esempio verso i suoi clienti e fornitori.

#### Benefici organizzativi
La quotazione su un mercato regolamentato richiede ad un'impresa di dotarsi di adeguati flussi informativi sia interni sia verso il mercato. L'adozione di questi flussi può avere effetti positivi sulla gestione dell'impresa stessa.
Inoltre, un'impresa quotata può più facilmente implementare piani di incentivazione con assegnazione di azioni e stock option a dipendenti e manager, volti ad allineare i loro obiettivi a quelli generali dell'impresa.

#### Benefici fiscali
Possono essere previsti, infine, incentivi fiscali legati alla quotazione di un'impresa sul mercato borsistico. Ad esempio, in Italia, il D.L. 537/1994 e il D.L. 466/1997 hanno previsto sgravi fiscali, anche se temporanei, per le imprese neo quotate su un mercato borsistico regolamentato.

## Costi della quotazione
La quotazione comporta anche dei costi, che sono sostenuti dall'impresa non solo al momento della quotazione, ma anche in via continuativa negli anni successivi.

### Costi diretti di quotazione
Rientrano in questa categoria i costi delle consulenze legali e strategiche fornite dai consulenti, delle pratiche amministrative (ad esempio per eventuali modifiche statutarie), della certificazione dei bilanci e della redazione della documentazione richiesta dalle autorità di vigilanza.
Quando la quotazione comporta un collocamento di titoli sul mercato, devono essere tenuti in considerazione anche il compenso per l'intermediario che garantisce l'offerta (underwriter), quantificabile in una percentuale che varia solitamente dal 3% al 7% del capitale offerto, e i costi di marketing relativi alla promozione dell'offerta, ai roadshow e alla diffusione del prospetto informativo presso i potenziali investitori. La società di Borsa richiede inoltre una tassa sia al momento dell'ingresso nel listino, sia negli anni successivi. In questo secondo caso, esso è proporzionale al volume degli scambi.
Infine, poiché non vi è certezza ex ante sul valore delle azioni offerte, l'impresa potrebbe incorrere anche nel costo di underpricing: potrebbe cioè sostenere un costo opportunità cedendo azioni ad un valore inferiore rispetto a quello riconosciuto dal mercato.

### Costi indiretti di quotazione
Rientrano in questa categoria i costi indotti dallo status di impresa quotata.  Innanzitutto, la quotazione in Borsa richiede che sia istituito, internamente all′impresa, un servizio di investor relation, prima inesistente, deputato a produrre informativa minuziosa e costante al mercato e alla comunità finanziaria.
Gli investitori che acquistano titoli di una società quotata, inoltre, sono generalmente interessati non tanto al successo di lungo periodo dell'impresa, quanto piuttosto al rendimento che essa è in grado di generare nel breve-medio periodo sul capitale da loro investito. Questo può disincentivare la realizzazione di quegli investimenti che promettono rendimenti solo nel lungo periodo (ad esempio quelli in attività di ricerca e sviluppo), poiché essa implicherebbe una riduzione nell'immediato dell'utile di bilancio e quindi dei dividendi che l'impresa sarebbe in grado di distribuire. Può verificarsi pertanto la rinuncia ad effettuare investimenti che sarebbero del tutto auspicabili dal punto di vista del rendimento economico e un indebolimento delle capacità dell'impresa di essere competitiva nel lungo periodo.
Allo stesso modo, è possibile che il maggior flusso informativo verso l'esterno richiesto dallo status di società quotata possa arrecare danno all'impresa, facendole perdere parte del proprio vantaggio competitivo svelando informazioni ai concorrenti.

### Struttura proprietaria
La scelta della quotazione è anche legata a considerazioni sulla struttura proprietaria: solitamente, gli azionisti controllanti si cautelano dall'indebolire la loro influenza sull'impresa dopo l'ingresso in Borsa. Molti imprenditori vogliono evitare la presenza di persone indesiderate fra gli azionisti di minoranza, in quanto questi potrebbero condizionare la gestione dell'impresa favorendo scelte che danneggiano l'imprenditore. Altri, invece, sono ben lieti di accogliere fra gli azionisti fondi di investimento e società finanziarie, che assicurano la diffusione di informazioni e analisi sul valore dell'impresa (research coverage) e possono monitorarne l'efficienza.

## Le fasi di un'IPO
L'IPO è una delle operazioni finanziarie più complesse e costose affrontate dalle imprese. Diverse metodologie possono essere utilizzate per effettuare un'IPO. Per metodologia di un'IPO si intendono le regole e le procedure che l'impresa che promuove l'offerta e gli intermediari che l'affiancano devono seguire per vendere le azioni agli investitori. L'insieme delle possibili metodologie è pressoché infinito e ciascuna produce un risultato differente sull'esito finale dell'operazione. Le metodologie si differenziano in particolare per il modo in cui viene determinato il prezzo di collocamento delle azioni e per il modo in cui queste ultime vengono allocate agli investitori che ne hanno fatto domanda.
Pur con delle differenze significative, le metodologie utilizzate nella pratica sono classificabili in tre categorie:
- Book building (che consiste nel raccogliere tutte le richieste degli investitori istituzionali ordinati cronologicamente per quantitativo e prezzo. Alla fine del bookbuilding viene indicata una forchetta di prezzo ottenuto proprio dalle indicazioni offerte dagli investitori istituzionali tenendo conto delle condizioni di mercato);
- Offerta a prezzo fisso;
- Asta.

Negli ultimi anni, il book building è diventato di gran lunga il meccanismo più utilizzato in tutti i principali mercati borsistici, tra cui l'Italia.
In Italia, un'IPO si svolge solitamente secondo le seguenti fasi:
- Decisione strategica relativa alla convenienza della quotazione e alle sue modalità;
- Individuazione degli intermediari che affiancano l'impresa nell'offerta pubblica;
- Emissione del prospetto informativo e decisione del prezzo dell'offerta;
- Collocamento dei titoli;
- Quotazione in Borsa.

La decisione della quotazione viene presa comparandone costi e benefici. In questa fase, l'impresa è affiancata da un consulente strategico, che fornisce consulenza e prepara uno studio di convenienza. Contestualmente, vengono anche decise le modalità dell'offerta pubblica e cioè quante azioni offrire, quante azioni saranno di nuova emissione e quante saranno vendute dagli attuali azionisti, i tempi della quotazione, un intervallo di riferimento del prezzo di offerta delle azioni.
In seguito, l'impresa individua un intermediario che funge da coordinatore globale dell'offerta, il quale mantiene contatti diretti fra l'impresa e gli investitori istituzionali interessati ad acquistare titoli, si preoccupa di valutare l'impresa e di promuovere l'IPO, agisce da sponsor certificando per l'impresa i requisiti di ammissione alla quotazione. È pratica diffusa in Italia che, accanto all'offerta pubblica, una frazione anche maggioritaria dei titoli sia assegnata in collocamento privato (private placement) agli investitori istituzionali nazionali ed esteri.
L'IPO è condotta da un sindacato di collocamento, di cui fanno parte il lead manager (o underwriter) e altri co-manager a volte esteri, che si assumono l'onere di collocare sul mercato i titoli per conto dell'impresa, anche per la parte riservata agli investitori istituzionali. L’underwriter si riserva spesso l'opzione di collocare sul mercato un'ulteriore frazione di titoli, in genere fra il 10% e il 15% dell'offerta totale (green shoe).
Una delle fasi più complesse di un'IPO è la decisione dell'intervallo di prezzo preliminare dell'offerta. A tal fine, è necessario procedere ad una valutazione dell'impresa quotanda. Il metodo più utilizzato è il metodo finanziario-reddituale: si tratta di stimare il reddito operativo e i flussi di cassa futuri dell'impresa e di attualizzarli attraverso il costo del capitale teorico dell'impresa. Per le imprese le cui attività sono tangibili e facilmente valutabili si ricorre anche al metodo patrimoniale. Molto spesso viene adottato anche il metodo dei ‘multipli comparabili’, in base al quale il valore dell'impresa quotanda è ricavato osservando i dati fondamentali e la capitalizzazione di imprese già quotate, simili per settore di attività e dimensione. L'intervallo del prezzo di offerta giudicato equo dall'impresa e dagli intermediari viene pubblicato nel Prospetto Informativo, insieme ad una dettagliata serie di informazioni riguardanti le modalità dell'offerta, i principali dati contabili dell'impresa e una relazione sulle strategie e prospettive future del business.
Nel frattempo, il coordinatore globale organizza una serie di incontri con la comunità finanziaria (roadshow) per presentare l'IPO e raccogliere insieme all’underwriter potenziali adesioni di investimento da parte degli investitori istituzionali (book building).
Prima dell’apertura dell'offerta pubblica, viene pubblicato il prezzo massimo dell'offerta, sulla base del feedback dell'attività di book building rispetto all'intervallo precedentemente proposto nel Prospetto Informativo. Quasi sempre, il prezzo finale dell'offerta viene deciso alla chiusura dell'offerta pubblica, appena prima della quotazione in Borsa.
Durante il primo giorno di quotazione, evidentemente, tutti sono ansiosi di osservare il prezzo di mercato della ‘matricola’ neo-quotata. Quello che spesso succede è che il prezzo del titolo registrato durante il primo giorno di quotazione sia più alto del prezzo dell'offerta (underpricing). Non è escluso però che in alcuni casi, in particolare nei giorni successivi, la performance sul mercato borsistico sia più deludente; se accade questa evenienza, molto spesso l’underwriter interviene direttamente sul mercato per sostenere il corso dei titoli, riacquistandoli, per non deludere i risparmiatori.

## IPO Lock Up
l'IPO Lock Up è un periodo appena successivo all'IPO durante il quale gli investitori che sono già azionisti hanno il divieto di vendere le proprie azioni, ragion per cui sono sottoposti a una restrizione nel trading. Tipicamente, dura da 90 a 180 giorni, cioè da 3 a 6 mesi e si usa per non inondare il mercato di azioni della stessa società, siccome coloro che sono già azionisti (inclusi i lavoratori e manager della società stessa, ovvero degli stakeholder interni/insider) potrebbero avere la tentazione di vendere la propria partecipazione azionaria. I Lock Up sono imposti dalla società stessa che si quota in borsa siccome non sono imposti da grandi enti come ad esempio la Securities and Exchange Commission negli Stati Uniti. In alternativa, i Lock Up sono richiesti dalla banca di investimento che sottoscrive la quotazione in borsa della società. La data di conclusione del Lock Up si chiama "Lock Up expiration date". Siccome in questo momento coloro che sono già azionisti possono vendere le loro azioni tramite piani trimestrali ("quarterly schedule"), si può registrare un leggero calo nel valore delle azioni siccome molte di esse sono messe in circolazione (il valore dell'azione segue sia il rendimento della società, sia l'ottimismo a volte anche irrazionale degli investitori, sia la legge della domanda e dell'offerta). Conoscendo a monte questo calo, gli azionisti possono tutelarsi in vari modi, per esempio con le opzioni.
Il periodo di Lock Up (Lock Up Period) è il concetto generale e si declina sia nell'IPO Lock Up, che è la prima casistica ed è riferita ad aziende neo-quotate sia grandi che startup, che nel Lock Up riferito agli hedge fund nel momento in cui un gestore di hedge fund desidera avere una exit strategy in contesti critici.